# Comocladia cordata
Comocladia cordata är en sumakväxtart som beskrevs av Nathaniel Lord Britton. Comocladia cordata ingår i släktet Comocladia och familjen sumakväxter. Inga underarter finns listade i Catalogue of Life.